# Susan Massitti
Susan Massitti (14 december 1963) is een Canadees langebaanschaatsster.
Op de Olympische winterspelen van Nagano nam Massitti namens Canada deel aan het onderdeel schaatsen op de 3000 meter. Ook reed ze de 3000 meter op de WK Afstanden in 1997 en 1998, de 1500 meter op de WK Afstanden in 1997 en startte ze in 1991 op de WK Allround.
Na haar schaatscarrière werd Massitti fysiotherapeut.

## Records

### Persoonlijke records[5]
| Afstand    | Tijd    | Datum            | Baan    |
| ---------- | ------- | ---------------- | ------- |
| 500 meter  | 41,21   | 22 januari 1998  | Calgary |
| 1000 meter | 1.21,54 | 8 november 1997  | Calgary |
| 1500 meter | 2.02,56 | 7 januari 1998   | Calgary |
| 3000 meter | 4.19,83 | 15 november 1997 | Calgary |
| 5000 meter | 7.38,96 | 3 maart 1996     | Calgary |